# Global Sustainability Assessment System
Il Global Sustainability Assessment System (acronimo GSAS, inglese per "sistema di valutazione della sostenibilità globale") è un sistema di valutazione della sostenibilità ambientale di costruzioni e infrastrutture nel Medio Oriente Nordafrica (MENA). 
Lo scopo precipuo del GSAS è creare un ambiente urbano sostenibile che minimizzi l'impatto antropico e riduca i consumi, soddisfacendo nel contempo le esigenze delle popolazioni locali e rispettando le condizioni sociali e naturali delle singole regioni. 
Sviluppato dal 2007 dalla Gulf Organisation for Research and Development (GORD) in collaborazione con il TC Chan Center dell'Università della Pennsylvania, la School of Architecture del Georgia Tech Research Institute e altre importanti istituzioni universitarie, ha annunciato nel 2019 la sua quarta edizione. I manuali del GSAS sono regolarmente revisionati e aggiornati per rispecchiare al meglio gli avanzamenti tecnologici e le migliori pratiche in vigore nel settore edilizio. 
Nel 2016 è stato adottato ufficialmente dalla FIFA, la federazione calcistica mondiale, per valutare e categorizzare gli otto stadi qatarioti designati per ospitare il campionato del mondo 2022.